# Щепкин, Николай Николаевич
Никола́й Никола́евич Ще́пкин (7 мая 1854, Москва — 15 сентября 1919, Москва) — российский политический деятель, депутат Государственной думы III и IV созывов.

## Образование и участие в войне
Родился 7 мая 1854 года в Москве. Окончил Физико-математический факультет Московского университета. Участвовал вольноопределяющимся в русско-турецкой войне 1877—1878 гг., сражался в авангарде под командованием генерала М. Д. Скобелева, награждён Знаком отличия Военного ордена (Георгиевским крестом) и произведён в офицеры.

## Муниципальный деятель

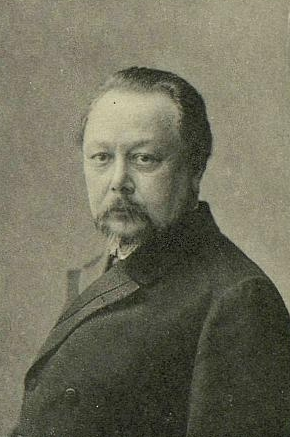
Н. Н. Щепкин, 1910

После войны служил секретарём Ломжинской казённой палаты (до 1881). Затем был помощником секретаря Московской городской управы (до 1883), гласным Московской городской думы (с 1889). В 1883—1894 — мировой судья в Москве. В 1894—1897 — товарищ (заместитель) городского головы Москвы. На выборах 1908 года, в период политической реакции, не был избран гласным, но уже на выборах 1912 года вновь стал им.
Убеждённый сторонник развития городского хозяйства на основе муниципальных предприятий и заключения займов на их создание и развитие. Был одним из инициаторов программы муниципализации городского транспорта, выкупа городом в 1900 году морально устаревшей сети конно-железных дорог, владельцы которой противились переводу «конки» на электрическую тягу. В результате под руководством городских властей и с использованием размещённых за границей займов в Москве была создана трамвайная сеть. К 1914 году в Москве уже было около 900 электрических трамваев.
Был товарищем директора Северного страхового общества, членом правления сахарного завода. Лектор Московского коммерческого института и автор курса «Страховое дело».

## Либеральный политик
Был членом либерального «Союза освобождения». Возглавлял либеральную группу гласных Московской городской думы, 30 ноября 1904 г. огласил заявление 66 гласных, в котором говорилось, что Дума 

представляет высшему Правительству о неотложной необходимости: установить огорождение личности от внесудебных усмотрений, отменить действие исключительных законов, обеспечить свободу совести и вероисповедания, свободу слова, печати, свободу собраний и союзов.

Участник земских съездов 1904—1905, в июле 1905 был товарищем председателя земско-городского съезда. Член Конституционно-демократической партии (Партии народной свободы) с октября 1905, когда был избран товарищем председателя московского городского комитета кадетской партии. С 1907 — председатель этого комитета. Был сторонником левого крыла партии. Был автором муниципальной программы партии.
Депутат Государственной думы III и IV созывов от Москвы, член финансовой комиссии и комиссии по рабочему вопросу. Впервые был избран на дополнительных выборах 1909, которые символизировали возрождение влияния кадетской партии после поражения на выборах 1907. Во время Первой мировой войны, с 1914 — член и товарищ председателя главного комитета Всероссийского союза городов. Заведовал всеми учреждениями Союза на Западном фронте.
После Февральской революции 1917 — член московского Комитета общественных организаций. 7 апреля 1917 был назначен председателем Туркестанского комитета Временного правительства в Ташкент вместо упразднённой должности Генерал-губернатора Туркестанского края. С лета 1917 — вновь гласный Московской городской думы. Осенью 1917 был членом Временного совета Российской республики (предпарламента).

## Лидер «Национального центра»
В ноябре 1917 был в числе организаторов одной из первых нелегальных антибольшевистских организаций — «Девятки». В 1918 входил в состав «Правого центра» и «Союза возрождения России», с мая 1918 — один из руководителей организации «Всероссийского национального центра». В апреле 1919 возглавил деятельность организации.
Из воспоминаний Астрова: 

[Щепкин] был как бы соткан из контрастов и противоречий <...> В работе с другими, подавая яркие реплики, схватывая чужую полезную мысль и отбрасывая острой шуткой или саркастическим замечанием вредную, путаную чужую мысль, он на глазах у собеседников или членов совещания творил и создавал, приводил к точному разрешению иногда очень сложный вопрос <...> С ним редко и трудно сближались. Да и он сам, будучи очень общительным, редко допускал посторонних в свой интимный мир.— Астров Н. И. Николай Николаевич Щепкин // Памяти погибших. – Париж, 1929. - С. 86-87.
Под его руководством были также военные операции организации. Руководил работой по сбору в центральных военных учреждениях разведывательной информации, лично готовил для пересылки Белому движению шифровки с разведданными о стратегических планах советского командования, о численности, вооружении и дислокации частей Красной армии. Во время наступления войск генерала Н. Н. Юденича на Петроград офицеры из «Национального центра» захватили 13 июня форт «Красная горка», однако через три дня вынуждены были покинуть его руины, не имея сил противостоять интенсивному обстрелу артиллерией с линкоров «Петропавловск» и «Андрей Первозванный», крейсера «Олег», а также эскадренных миноносцев «Гавриил», «Свобода», «Гайдамак» и «Всадник».
28 августа 1919 года в результате провала колчаковского связника поручика Н. П. Крашенинникова Щепкин был арестован органами ВЧК. Во время допросов проявил себя мужественным человеком, не выдал тайн своей организации, спокойно держался в тюремной камере. Большевистский историк М. Н. Покровский утверждал, что «после устранения Щепкина больше не встречается таких крупных фигур»; «Щепкин — чрезвычайно характерный буржуазный республиканец, готовый материал для Кавеньяка или Тьера».
С именем Щепкина связывают деятельность группы из шести человек, которая пыталась координировать сопротивление всех московских антисоветских организаций (так называемый «Тактический центр»), и членство в его военной комиссии. По утверждению Р. Пайпса, документы дела о «Тактическом центре» были сфабрикованы чекистом Аграновым.
15 сентября 1919 года Щепкин вместе с товарищами был казнён в подвалах Лубянки. 23 сентября 1919 года газета «Известия» сообщила о расстреле 67 лиц во главе со Щепкиным.
Щепкин был похоронен в общей могиле на Калитниковском кладбище на востоке Москвы.

## Семья
- Жена — Елена Быкова (1861—1918)[3]
  - Дочь — Евгения (1882—1922), замужем за С. Д. Лагучёвым, также расстрелянным по делу «Национального центра», умерла вскоре после гибели мужа. После них осталось четверо малолетних детей: дочери: Евгения (1912—1990), Елена (1913—1990), Екатерина (1915—1997)[3], впоследствии к. х. н. и сын Сергей (1918—1974), впоследствии д. м. н.[4].
  - Дочь — Елена (1889—1978), первый муж Александр Александрович Дьяконов (1882—1963), от него дочь Александра (1917—1987), второй муж Б. Н. Шипков (1895—1919), также расстрелян по делу «Национального центра», от него дочь Ирина (1919—1983)[5]
- Отец — Николай Михайлович (1820—1886) — гласный Московской городской думы и Московского губернского земского собрания, сын знаменитого актёра Михаила Семёновича Щепкина.
- Мать — Александра Владимировна, урождённая Станкевич, сестра Н. В. Станкевича[6].
  - Брат — Владимир Николаевич (1849—1885)[7], земский статистик, осуждён на процессе 193-х, засчитано предварительное заключение. Женат, дочь и сын.
  - Брат — Михаил Николаевич (1852—1855), умер трёх лет от роду[7]
  - Брат — Александр Николаевич Щепкин (1858—1917), педагог; его жена — Любовь Владимировна Фрейман[8].
  - Брат — Евгений Николаевич (1860—1920) — профессор всеобщей истории. Член I Государственной думы. Некоторое время входил в кадетскую партию, с 1919 — член партии большевиков.
  - Брат — Вячеслав Николаевич (1863—1920) — филолог-славист, автор работ по славянскому языкознанию и литературе, по палеографии, русским древностям и иконописи.

## Труды
Земская и городская Россия о народном представительстве. — Ростов н/Д., 1905.